# Connacht Rugby
Connacht Rugby (ir. Rugbaí Connachta) ist eine professionelle Rugby-Union-Mannschaft aus der Provinz Connacht in Irland. Sie spielt in der internationalen Meisterschaft United Rugby Championship und nimmt an europäischen Pokalwettbewerben teil. Die Mannschaft vertritt die Irish Rugby Football Union Connacht Branch, eine von vier Teilverbänden der Irish Rugby Football Union (IRFU). Heimstadion sind die Galway Sportsgrounds in der Stadt Galway.

## Geschichte
Der Verband der Provinz Connacht wurde im Jahr 1885 gegründet und besteht zurzeit aus 19 Vereinen. In der Amateurära spielte die Auswahlmannschaft gegen die anderen drei Provinzen (Leinster, Munster und Ulster) um die irische Provinzmeisterschaft. Sie gewann zwei Mal den Meistertitel und ist damit die mit Abstand schwächste Mannschaft.
Seit der Professionalisierung von Rugby Union in den 1990er Jahren beteiligt sich Connacht Rugby an der Celtic League, der gemeinsamen Meisterschaft von Irland, Schottland und Wales. Ausnahmslos platzierte sich Connacht in der unteren Tabellenhälfte und war stets die schlechteste aller vier irischen Mannschaften, weshalb sie sich auch noch nie für den European Rugby Champions Cup qualifizieren konnte. Im zweiten europäischen Pokalwettbewerb, dem European Rugby Challenge Cup, erreichte Connacht 1998 das Viertelfinale und 2004 das Halbfinale.
In der Saison 2008/09 gelang es Connacht, die beiden Rivalen Leinster und Munster zu schlagen. Der 12:6-Erfolg gegen Munster war der erste nach 22 Jahren.
Die Saison 2015/16 beendete Connacht nach der Vorrunde auf dem 2. Platz. Im darauffolgenden Halbfinale wurde Glasgow mit 16:11 bezwungen.
Das im Murrayfield in Edinburgh stattfindende Endspiel entschied Connacht daraufhin gegen Leinster mit 20:10 und feierte die erste Meisterschaft in der Pro12.

## Erfolge
- Irische Provinzmeisterschaft: 2 Meistertitel
- Halbfinalist European Rugby Challenge Cup: 2004, 2005, 2010
- Meister: Guinness Pro12 2016

## Spieler

### Aktueller Kader
Der Kader für die Saison 2019/2020:

### Bekannte ehemalige Spieler
- Tony Buckley
- Victor Costello
- Seán Cronin
- Eric Elwood
- Ciaran Fitzgerald
- Jerry Flannery
- Simon Geoghegan
- Ray McLoughlin
- Eric Peters
- Eoin Reddan
- Ofisa Treviranus (Samoa)
- Gavin Williams (Samoa)